# Powiat woliński
Powiat woliński – powiat istniejący do 31 grudnia 1972 roku na terenie obecnego powiatu kamieńskiego (teren wyspy Wolin) oraz Świnoujścia (woj. zachodniopomorskie). Jego ośrodkiem administracyjnym było Świnoujście. Oprócz Świnoujścia, do powiatu należały miasta Wolin i Międzyzdroje (1972–1984 jako część Świnoujścia).
Powiat (obwód) woliński utworzony został po ostatecznym ustaleniu zachodniej granicy państwa polskiego 4 października 1945 roku w wyniku objęcia przez administrację polską wschodniej części dotychczasowego niemieckiego powiatu Usedom-Wollin (początkowo pod nazwą powiat uzdamsko-wołyński) z tzw. Ziem Odzyskanych. Składał się z wyspy Wolin w całości oraz wschodniego krańca wyspy Uznam z położoną na niej siedzibą powiatu – Świnoujściem (niem. Swinemünde). 
Do czasu przejęcia powiatu przez polską administrację i powstania placówek Państwowego Urzędu Repatriacyjnego, na terenie powiatu osiedliło się spontanicznie około 500 Polaków, z czego około 400 osób zamieszkało w miastach, głównie w Świnoujściu. Po objęciu powiatu przez władze polskie, możliwe stało się przeprowadzenie zorganizowanego procesu zasiedlania zarówno miast, jak i wsi. Charakter urbanistyczny powiatu sprawił, że już na wczesnym etapie akcji osiedleńczej dominowało osadnictwo miejskie. Wojenne zniszczenia poważnie ograniczyły możliwość osiedlania się w miastach, zarówno ze względu na dostępność mieszkań, jak i miejsc pracy.
Większość budynków mieszkalnych w miastach była zajęta przez ludność niemiecką, natomiast w Świnoujściu nieruchomości w nadmorskiej dzielnicy były zajęte przez radzieckie władze wojskowe. W tym okresie w miastach powiatu mieszkało około 400 Polaków, co oznacza, że dostępnych było około 1000 wolnych izb, podczas gdy Niemcy zajmowali ponad 11 tysięcy izb. Również dostępność wolnych warsztatów rzemieślniczych była ograniczona – ze 141 warsztatów 68 było gotowych do natychmiastowego objęcia, podczas gdy reszta była zajęta przez Niemców. Spośród 45 małych zakładów przemysłowych pod kontrolą polskich władz, większość była zniszczona. Władze radzieckie uruchomiły ponownie m.in. stocznię remontową kutrów rybackich w Świnoujściu oraz tartak w Wolinie, a także kilka innych mniejszych zakładów. Zgodnie z ewidencją z grudnia 1945 roku, sporządzoną przez Pełnomocnika RP na obwód Uznam-Wolin, przy założonym ówczesnym stanie zaludnienia miast wynoszącym około 600 osadników, możliwe było dalsze zwiększanie liczby osiedlających się Polaków.
16 października 1945 roku do Świnoujścia przybyła czteroosobowa delegacja z zadaniem zorganizowania oddziału powiatowego Państwowego Urzędu Repatriacyjnego. W tym samym czasie utworzono też punkty etapowe w Świnoujściu i w Wolinie. Już na początku listopada punkty zostały wyposażone w niezbędny sprzęt do przyjmowania osadników. Obiekt w Świnoujściu posiadał 96 miejsc noclegowych, a w Wolinie 40. Obie placówki posiadały własną kuchnię mogącą wykarmić odpowiednio 120 i 75 osób. W końcu 1947 roku, w wyniku zmniejszenia napływu osadników, nastąpiła reorganizacja struktury PUR w powiecie. Punkt etapowy PUR w Świnoujściu przestał istnieć 5 grudnia 1947 roku, w Wolinie dzień później. Ostateczna likwidacja placówki PUR w Świnoujściu nastąpiła 1 sierpnia 1950 roku.
W maju 1946 roku powiat wszedł w skład nowo utworzonego województwa szczecińskiego.
Dla powiatu wolińskiego istniał Sąd Powiatowy w Świnoujściu.

## Likwidacja
1 stycznia 1973 roku zlikwidowano powiat woliński. Świnoujście wraz z miastem Międzyzdroje, miejscowościami Lubin, Wapnica i Wicko oraz terenami Wolińskiego Parku Narodowego z Gosanią i Jarominem utworzyły powiat miejski Świnoujście. Pozostałe tereny zostały włączone do powiatu kamieńskiego.
Po reformie administracyjnej w 1975 obszary te weszły w skład nowego (mniejszego) województwa szczecińskiego.
Powiatu wolińskiego nie przywrócono po kolejnej reformie w roku 1999, a Świnoujście zostało miastem na prawach powiatu.